# Lag Edin
Lag Niklas Edin är namnet på det svenska herrlag i curling som leds av Niklas Edin.

## Lag Edin 1
Laguppställning:
- Niklas Edin (skip)
- Sebastian Kraupp (trea)
- Fredrik Lindberg (tvåa)
- Viktor Kjäll (etta)
- Reserv: Oskar Eriksson

Detta lag vann EM 2009 och 2012 samt VM 2013, tog silver vid EM 2011 och brons vid OS i Sotji 2014 samt vid VM 2011 och 2012.
Laget spelade fram till våren 2014.

## Lag Edin 2
Laguppställning:
- Niklas Edin (skip)
- Oskar Eriksson
- Kristian Lindström
- Christoffer Sundgren

Hösten 2014 bildade Niklas Edin ett nytt lag. Under sitt första år tillsammans vann detta nya lag såväl EM 2014 som VM 2015. I och med vinsten mot Schweiz i EM-finalen 2015 hade Lag Edin nu vunnit tre stora mästerskap i rad: EM 2014, VM 2015 och EM 2015.

## Lag Edin 3
Laguppställning:
- Niklas Edin (skip)
- Oskar Eriksson (trea)
- Rasmus Wranå (tvåa)
- Christoffer Sundgren (etta)
- Reserv: Henrik Leek
- Coach: Fredrik Lindberg, tidigare en spelare i Edins gamla lag.

Vid Europamästerskapet 2016 hade Kristian Lindström ersatts av Rasmus Wranå. Laget vann där en guldmedalj, det tredje EM-guldet i rad och det femte totalt.